# Piattaforma di trading elettronico

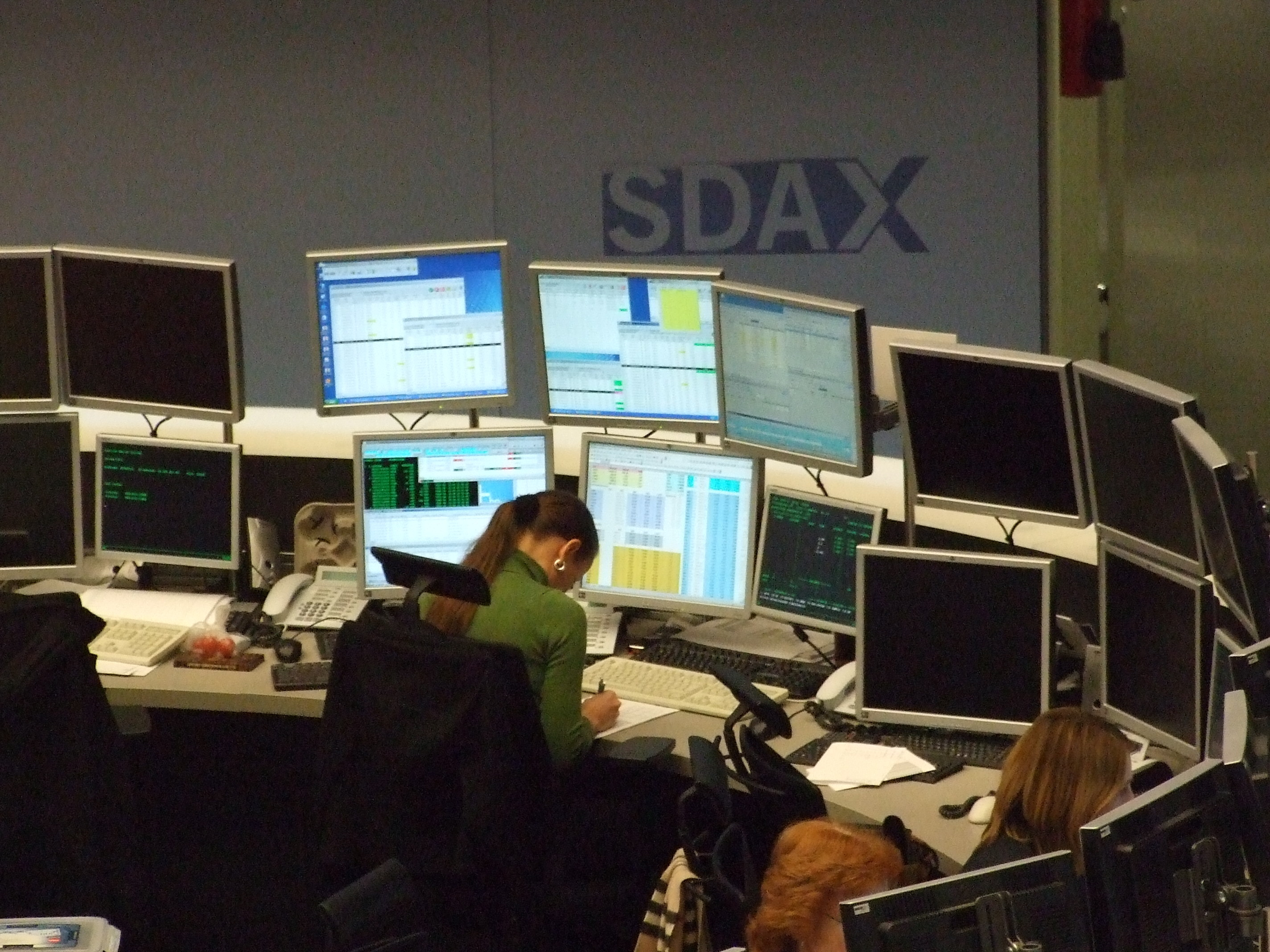
Una piattaforma di electronic trading utilizzata alla Deutsche Börse.

Una piattaforma di trading elettronico è un software per computer che viene utilizzato per inserire ordini di compravendita riguardanti strumenti finanziari attraverso la rete e grazie all'ausilio di un intermediario finanziario. Dalla piattaforma di trading possono essere negoziati vari prodotti finanziari attraverso una rete di comunicazione con un intermediario finanziario o direttamente tra gli utenti o i membri della piattaforma di trading stessa. Si tratta di prodotti quali azioni, coppie di valute, commodity, derivati e altro con intermediari finanziari, quali broker, market maker, banche d'investimento o stock exchange.
Queste piattaforme consentono di comprare e vendere strumenti finanziari senza doversi recare di persona presso una banca di investimenti o un broker, aumentando notevolmente la rapidità e la facilità di immissione degli ordini. Consentono agli utenti di effettuare il trading da qualsiasi luogo e si contrappongono al tradizionale floor trading che utilizza l'open outcry e il trading telefonico. Talvolta il termine piattaforma di trading viene utilizzato anche in riferimento al solo software di trading. Inoltre permettono anche al piccolo investitore di avere accesso a quei mercati che normalmente gli sarebbero preclusi, come ad esempio il mercato valutario.
Le piattaforme di electronic trading solitamente pubblicano in tempo reale i prezzi di mercato su cui gli utenti possono operare. Inoltre forniscono strumenti di trading aggiuntivi, quali grafici, feed di news e funzioni di gestione del conto. Alcune piattaforme sono state concepite specificamente per consentire ai singoli di accedere ai mercati finanziari che in precedenza erano accessibili solo alle società di trading specializzate. Possono essere progettate anche per negoziare automaticamente strategie specifiche basate su analisi tecnica o per effettuare trading ad alta frequenza.
Le piattaforme di electronic trading sono solitamente mobile-friendly, disponibili per Windows, Mac, Linux, iOS e Android, facilitano l'ingresso nel mercato e contribuiscono all'aumento degli investimenti retail.
Differenza tra piattaforme trading e broker
Si tende spesso a confondere piattaforme trading e broker di trading online. Le piattaforme trading sono gli applicativi software necessari per eseguire le operazioni di trading, mentre i broker di trading online sono le società di intermediazione, opportunamente regolate dagli organi centrali - in Italia è affidato a CONSOB nonché all'ESMA, ente di vigilanza europea sui mercati finanziari.
La differenza è ancora più evidente quando davanti abbiamo piattaforme che possono essere utilizzate anche su diversi broker, come nel caso di sw gestiti da società terze come nel caso di Metatrader 4/5, TradingView o cTrader. I broker ricorrono spesso a queste piattaforme elettroniche integrate in quanto hanno l'obiettivo di migliorare l'offerta di strumenti e servizi di trading avanzati. Quest’ultima è una piattaforma, con funzionalità interne ed altre agganciate al broker che abbiamo scelto. È pertanto completamente scissa, anche a livello concettuale, dal broker, che rimane società intermediaria che si preoccupa di offrirci listini, accesso ai mercati, gestione del nostro capitale e le altre funzionalità necessarie per fare trading online.
Per rendere più chiaro il concetto possiamo pensare alla differenza che intercorre tra sistema di Home banking e banca: in questo caso non avremmo alcun tipo di interazione con la nostra banca se non attraverso le sue applicazioni di Home Banking – proprio quest'ultima è lo strumento indispensabile per interagire con la banca stessa e con gli strumenti che offre ai propri clienti.

## Etimologia
Il termine “piattaforma di trading” si riferisce al software utilizzato per eseguire ordini di compravendita di strumenti finanziari. Originariamente, con l'avvento delle prime piattaforme di trading elettronico negli anni '70 e '80, il termine descriveva principalmente i sistemi utilizzati dai broker professionisti per connettersi alle borse valori. Con l'evoluzione della tecnologia e l'espansione dell'accesso ai mercati finanziari, il termine è stato adottato per includere anche le piattaforme disponibili per gli investitori retail. Oggi, una piattaforma di trading rappresenta un ambiente operativo che consente agli utenti di interagire con i mercati finanziari, gestire i propri investimenti e accedere a varie funzionalità, come l'inserimento di ordini, la visualizzazione dei prezzi di mercato in tempo reale e l'analisi tecnica.

## Sviluppo storico
Le transazioni sono tradizionalmente state gestite manualmente, tra broker o controparti. Tuttavia, a partire dagli anni '70, una parte sempre maggiore delle transazioni si è spostata verso piattaforme di trading elettronico. Queste possono includere reti di comunicazione elettronica, sistemi di trading alternativi, "dark pools" e altri.
Le prime piattaforme di trading elettronico erano generalmente associate alle borse valori e consentivano ai broker di inserire ordini a distanza utilizzando reti private dedicate e dumb terminals. I primi sistemi non fornivano sempre prezzi in tempo reale e invece permettevano ai broker o ai clienti di inserire un ordine che sarebbe stato confermato in seguito; questi erano noti come sistemi basati su "richiesta di preventivo".
Nel 1971, la Nasdaq è stata creata dalla National Association of Securities Dealers ed ha operato interamente in modalità elettronica su una rete informatica. La Nasdaq è stata aperta l'8 febbraio 1971. Ha rapidamente guadagnato popolarità e nel 1992 rappresentava il 42% del volume degli scambi negli Stati Uniti.
Con l'avvento dei mercati finanziari elettronici, sono state presto lanciate anche piattaforme di trading elettronico. Nel 1992, la Globex è diventata la prima piattaforma di trading elettronico ad arrivare sul mercato. E-Trade, un'azienda che ha iniziato come servizio di brokeraggio online, ha presto lanciato la propria piattaforma rivolta ai consumatori. Queste piattaforme hanno rapidamente guadagnato popolarità con un tasso di crescita del 9% al mese per E-Trade nel 1999. Verso la fine degli anni 2000, con l'emergere di strumenti digitali, è iniziata a comparire una nuova generazione di società di investimento che hanno iniziato a offrire servizi per assistere gli investitori non professionisti nel trading. Nel 2007 è stata fondata una società di investimento multi-asset come eToro, incentrata sul copy trading, il social trading e altri tipi di servizi di trading. Nel 2017 è stata fondata la borsa di bitcoin Binance.
I sistemi di trading si sono evoluti per consentire prezzi in streaming in tempo reale e l'esecuzione quasi istantanea degli ordini, utilizzando anche Internet come rete sottostante, il che significa che la posizione è diventata molto meno rilevante. Alcune piattaforme di trading elettronico hanno strumenti di scripting integrati e persino API che permettono ai trader di sviluppare sistemi di trading automatici o algoritmi e robot.
L'interfaccia grafica utente delle piattaforme di trading elettronico può essere utilizzata per inserire vari tipi di ordini e sono a volte chiamate anche "trading turret" (anche se questo può essere un uso improprio del termine, in quanto alcuni si riferiscono ai telefoni PBX specializzati utilizzati dai trader).
Durante il periodo dal 2001 al 2005, lo sviluppo e la proliferazione delle piattaforme di trading hanno portato alla creazione di portali dedicati al trading online, che erano luoghi online elettronici con una scelta di molte piattaforme di trading elettronico invece di essere limitati all'offerta di un'unica istituzione.

## Regolamentazioni

### Segnalazione delle informazioni
Nel 1995, la Securities and Exchange Commission (SEC) promulgò la Regola 17a-23, che richiedeva a qualsiasi piattaforma di trading automatizzata registrata di segnalare le informazioni, inclusi partecipanti, ordini e scambi, ogni trimestre. Richiedere alle piattaforme di conformarsi a requisiti di trasparenza migliorati prima e dopo l'esecuzione degli scambi ha fornito un incentivo più forte agli utenti per fidarsi delle piattaforme di trading elettronico.

### Regole di gestione degli ordini
La frammentazione del mercato ha portato alcuni market maker del Nasdaq su Instinet a quotare prezzi migliori rispetto alle loro quotazioni sul Nasdaq. Per risolvere questa discrepanza, nel 1996 la SEC ha introdotto le Order Handling Rules. Tali regole imponevano agli specialisti della borsa e ai market maker del Nasdaq di mostrare pubblicamente ogni prezzo quotato su un sistema di trading proprietario che rappresentasse un miglioramento dei loro prezzi pubblici. Un'altra regola di gestione degli ordini richiedeva ai market maker di pubblicare il volume e il prezzo di qualsiasi ordine limite di un cliente che aumentasse il volume al prezzo quotato o migliorasse la quotazione del market maker.

### Decimalizzazione
La decimalizzazione è stata istituita nel 2001 dalla SEC che ha imposto ai market maker di valutare gli strumenti finanziari con incrementi di 0,01 dollari rispetto al precedente standard di 0,0625 dollari. Tale cambiamento ha ridotto significativamente i margini, incentivando i grandi dealer a utilizzare i sistemi di gestione elettronica portando a una riduzione dei costi di trading.

## Piattaforme di Trading Online in Italia
Il trading online in Italia ha avuto inizio nel 1995 con la fondazione di DirectaSim a Torino da parte di Massimo Segre, Mario Fabbri e Andrea Grinza. L'8 novembre 1995, DirectaSim ha effettuato il primo ordine di borsa online in Italia, segnando una svolta nel modo di operare sui mercati finanziari. Questo evento ha coinciso con la centralizzazione degli scambi della Borsa Italiana sul mercato telematico, abbandonando il tradizionale sistema delle grida. Nel 1996, ha acquisito i primi clienti, rendendo il trading online accessibile a un numero crescente di investitori.
Con la diffusione di Internet nel 1998, il trading online è diventato la modalità principale per accedere ai mercati finanziari, permettendo agli utenti di operare comodamente da casa con quotazioni in tempo reale, grafici interattivi e strumenti di analisi tecnica. 
DirectaSim è stata anche la prima a permettere il trading tramite un dispositivo GSM nel 1999, ampliando ulteriormente l'accessibilità al trading online.

### Situazione attuale in Italia
Oggi, le piattaforme di trading online sono state integrate nei sistemi di home banking, permettendo a quasi tutte le banche italiane di offrire ai loro clienti la possibilità di effettuare trading online. Tramite queste piattaforme gli utenti possono accedere a un'ampia gamma di strumenti finanziari, inclusi azioni, ETF, forex, commodity, e derivati.
Oltre alle piattaforme di trading online offerte dalle banche italiane, gli investitori in Italia possono operare anche tramite broker esteri segnalati da Consob nel registro delle imprese senza succursale in Italia. Questa apertura ai broker internazionali consente agli investitori italiani di accedere a una maggiore varietà di servizi e strumenti finanziari. Tuttavia, esiste un problema significativo legato agli standard di controllo: gli enti regolatori dei paesi di origine dei broker non sempre adottano criteri rigorosi come quelli europei. Di conseguenza, la Consob si trova a dover ratificare autorizzazioni provenienti da giurisdizioni esterne, il che ha portato a un aumento delle truffe nel settore. Alcune piattaforme non autorizzate sfruttano la fiducia degli investitori per perpetrare frodi.

## Caratteristiche

### Dati storici
Le piattaforme di electronic trading forniscono spesso ai loro clienti numerose serie di dati storici, compresi i grafici, affinché le decisioni di trading siano informate. Tali grafici possono essere ampliati per includere un intervallo di date più ampio e possono essere utilizzati per l'analisi tecnica di un determinato strumento.

### News attuali
Le piattaforme di trading spesso forniscono news aggiornate per informare gli utenti in vista delle loro decisioni sul trading. Possono includere articoli su società specifiche o valutazioni aggiornate fornite da società indipendenti specializzate in determinate commodity. In alcune applicazioni le news specializzate consentono ai trader retail di avere accesso alle stesse informazioni dei professionisti.

### Tracciamento del portafoglio
Un'altra caratteristica comunemente presente nelle piattaforme di trading è la capacità di tracciare il portafoglio dell'utente, cosa che può influenzare le operazioni in base all'andamento di un trader.